# Annemarie Horschitz-Horst
Annemarie Hulda Julie Horschitz-Horst, geborene Rosenthal (* 22. September 1899 in Berlin; † Juli 1970 bei Wien), war eine deutsche Übersetzerin.

## Leben
Annemarie Rosenthal hatte 1921 in Berlin Walter Horschitz-Horst geheiratet, mit dem sie eine Tochter hatte und von dem sie sich später scheiden ließ. Als Jüdin konnte sie im nationalsozialistischen Deutschland nicht weiter als Übersetzerin arbeiten und emigrierte 1933 nach London.
Annemarie Horschitz-Horst wurde als deutsche Übersetzerin Ernest Hemingways bekannt. Sie war die einzige vom Autor autorisierte Übersetzerin seiner Werke ins Deutsche. Der Rowohlt-Verlag veröffentlichte erstmals 1928 ihre Übertragung von Hemingways Fiesta.
Ihre Übersetzungen waren jedoch in der Fachwelt umstritten. So wurde noch zu Lebzeiten bei Hemingway angefragt, ob er einer anderen zustimmen würde. Da der Verkauf seiner Bücher im deutschsprachigen Raum sehr erfolgreich war, sah dieser keinen Grund dafür. Der Literaturkritiker Marcel Reich-Ranicki thematisierte 1965 auf einem Übersetzer-Fachkongress Horschitz-Horsts Verantwortung für die Rezeption Hemingways im deutschsprachigen Raum mit der Frage: „Hemingway hat auf eine Generation deutscher Schriftsteller einen stilbildenden Einfluss ausgeübt. Wer hat ihn in Wirklichkeit ausgeübt – Hemingway oder seine deutsche Übersetzerin Annemarie Horschitz-Horst?“
Tom Appleton schrieb 2005 zu den Hemingway-Übersetzungen von Horschitz-Horst:

„Ernest Hemingway zum Beispiel, der männlichste Männermann der amerikanischen Literatur, kommt im Deutschen oft etwas seltsam herüber. Fast hätte ich gesagt, tuntig. […] dieser seltsame Hemingway-Ton im Deutschen hängt, nach meinem Dafürhalten, […] mit seiner Übersetzerin Annemarie Horschitz-Horst zusammen. […] Ob Hemingway überzeugender geklungen hätte, wenn ihn ein Mann übersetzt hätte? Sicher hätte er „männlicher“ geklungen – was übrigens auch eine Art von Verfälschung gewesen sein könnte.“

Im Jahr 2012 gab der Rowohlt-Verlag Hemingways Novelle Der alte Mann und das Meer in einer Neuübersetzung von Werner Schmitz heraus.